# زاوية انكسار (هندسة سيارات)

β° = زاوية الانكسار

زاوية الانكسار هي أكبر زاوية منفرجة ممكنة لمركبة (غالباً الوحدة تكون درجة)، لها عجلة أمامية واحدة على الأقل وعجلة خلفية واحدة أيضاً، يمكن أن تساق بدون رأس، وهذه الزاوية متلامسة مع أي نقطة للمركبة ما عدا العجلات.